# Patrick Schmiderer

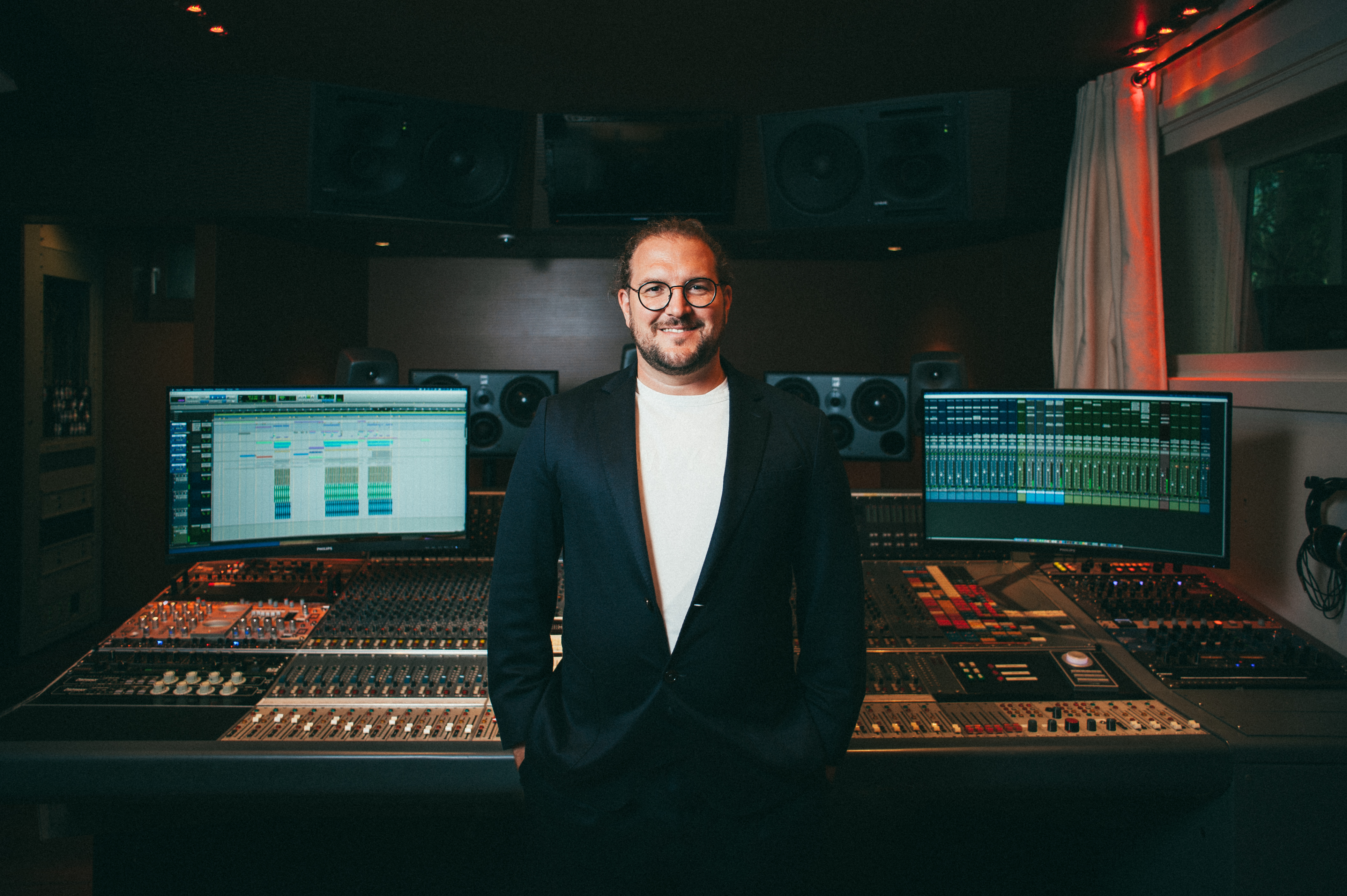
Patrick Schmiderer in LaLa Music Studio 02 (2023)

Patrick Schmiderer (* 2. November 1983 in Tirol) ist ein österreichischer Musikproduzent, Komponist, Songwriter und Betreiber eines Musiklabels, Tonstudios und Musikverlages in Österreich.

## Leben
Patrick Schmiderer wuchs in Landeck in Tirol auf. Als Fünfjähriger begann seine Laufbahn mit der Kunst des Klavierspiels an der Musikschule Landeck, das er über die Jahre professionalisierte und heute als Instrument für die Bühne, die Komposition und die vielseitigen Musikproduktionen in seinen Tonstudios den LaLa Music Studios in Tirol einsetzt. Ab 1988 lernte er Klavier an der Musikschule Landeck und ab 2000 klassische Gitarre (Martin Öttl) an der Musikschule Innsbruck. Im Laufe der Zeit folgten weitere Instrumente wie E-Bass, Schlagzeug sowie Tenorsaxophon am Musikgymnasium Innsbruck. 2002 zog Schmiderer nach Innsbruck um Abitur zu machen und Musik im Hauptfach Klavier am Konservatorium Innsbruck zu studieren. Nach dem Abitur am Musikgymnasium in Innsbruck zog Schmiderer 2003 zurück nach Landeck um den Zivildienst zu absolvieren. Nach dem Zivildienst zog Schmiderer 2005 abermals nach Innsbruck um das Musikstudium im Fach Korrepetition und den Fachlehrgang für Jazz und Popularmusik am Konservatorium Innsbruck fortzusetzen. Er schloss 2008 als Diplomierter Jazzpianist ab.
Patrick Schmiderer arrangierte viele Songs aus unterschiedlichen Genres für diverse Verlage und Labels und wirkte bei mehreren Produktionen diverser Künstler mit. Als Livemusiker stand Patrick Schmiderer über 20 Jahre als Sideman an den Keyboards und als Pianist auf zahlreichen Tourneebühnen. Zuletzt zusammen mit Rigmor Gustafsson, Peter Schilling, Gilbert und Xavier Naidoo. Er schrieb u. a. Songs für Künstler wie Eisblume, Nadine Beiler, Sara de Blue und Beatrice Egli. Schmiderer fertigte Remixe für Künstler wie George McCrae und die Jungen Zillertaler an.
2024 produzierte Schmiderer gemeinsam mit dem Musikproduzenten David Mackay Musik für die Künstlerin Bonnie Tyler. Der erste Song wurde in der Silvesternacht zum 1. Januar 2025 in der Eurovisionssshow von Florian Silbereisen präsentiert und trägt den Namen Yes I Can.
Seit 2008 arbeitet Schmiderer als selbstständiger Produzent.

## Bücher und Autorentum
Neben seiner erfolgreichen Karriere in der Musikbranche hat Patrick Schmiderer auch als Autor Anerkennung gefunden. Er hat mehrere Bücher über Musikproduktion, Kompositionstechniken und die Musikindustrie veröffentlicht. Diese Werke bieten wertvolle Einblicke und Anleitungen für aufstrebende Musiker und Produzenten.

## Weiterbildung
Patrick Schmiderer hat im Laufe der Jahre zahlreiche Workshops und Masterclasses absolviert. U. a. Audiomixing und Audiomastering am SAE Institute sowie das Fach Audio Engineer am Berklee College für Musik. Patrick Schmiderer hat den Musikwirtschaftslehrgang an der FH Kufstein und der MDW in Wien abgeschlossen. Er absolvierte weiters das Konzertfach für klassisches Klavier und den Lehrgang für Jazz- und Popularmusik des Konservatorium Innsbruck. BigBand Workshop bei Russ Lossing (US), Roland Heinz (AT), Scott Lee (US), Jeff Hirshfield (US). Outreach Workshop Schwaz bei Michael Hornek (AT), Mike Holober (US).

## Veröffentlichungen
- Emotional Mixing & Mastering. Advanced Techniques for Engineers. – 1. Auflage LaLa Book Publishing 2023; ISBN 979-8875566691
- Mixing secrets for independent bands. – 1. Auflage LaLa Book Publishing 2023; ISBN 979-8875567049
- The Art of Acoustic Optimization: Enhancing Band Rehearsal Room Sound. – 1. Auflage LaLa Book Publishing 2023; ISBN 979-8876051653
- The Art of Studio Singing: Proven Tips and Tricks for Musicians. – 1. Auflage LaLa Book Publishing 2023; ISBN 979-8875567476